# Strada statale 478 di Sarteano
La ex strada statale 478 di Sarteano (SS 478), ora strada provinciale 478 di Sarteano (SP 478), è una strada provinciale italiana, il cui percorso si snoda nella provincia di Siena.

## Percorso
La strada ha origine dalla ex strada statale 146 di Chianciano e presenta dopo pochissimi metri lo svincolo Chiusi-Chianciano Terme dell'A1 Milano-Napoli. L'arteria prosegue in direzione sud-ovest raggiungendo Sarteano da cui prende il nome e proseguendo oltre fino ad entrare nella Val d'Orcia: qui attraversa il centro abitato di Radicofani, deviando verso nord-ovest e terminando il suo percorso innestandosi sulla ex strada statale 2 Via Cassia nei pressi di Bagni San Filippo, frazione di Castiglione d'Orcia.
In seguito al decreto legislativo n. 112 del 1998, dal 2001, la gestione è passata dall'ANAS alla Regione Toscana che ha provveduto al trasferimento dell'infrastruttura al demanio della Provincia di Siena.